# Урунськ
Уру́нськ (рос. Урунск) — село у складі Солтонського району Алтайського краю, Росія. Входить до складу Солтонської сільської ради.

## Населення
Населення — 158 осіб (2010; 262 у 2002).
Національний склад (станом на 2002 рік):
- росіяни — 84 %